# 1988 (album)
1988 er det andet og sidste studiealbum af den danske sanger og sangskriver Noah. Albummet udkom den 18. november 2016 på Copenhagen Records og Universal Music. Det er det eneste album fra gruppen har indspillet hvor Lasse Dyrholm ikke medvirker på. Dyrholm forlod Noah i december 2015. Dog har Dyrholm været med til at skrive tre af albummets sange, herunder singlerne "Før vi falder" og "På vej hjem".
Albummet modtog i november 2017 platin for 20.000 solgte eksemplarer.

## Spor
| #   | Titel                 | Tekst                                  | Musik                                                | Producer(e)                         | Længde |
| --- | --------------------- | -------------------------------------- | ---------------------------------------------------- | ----------------------------------- | ------ |
| 1.  | "Ser mig ik' tilbage" | Troels Gustavsen, Theis Andersen       | Gustavsen, Tim McEwan                                | McEwan                              | 3:28   |
| 2.  | "Vi brænder"          | Gustavsen, Casper Lindstad             | Gustavsen                                            | David Mørup                         | 3:14   |
| 3.  | "Kære mor"            | Gustavsen, Andersen                    | McEwan                                               | McEwan                              | 3:06   |
| 4.  | "Vend dig om"         | Gustavsen, Andersen, Søren Ohrt-Nissen | McEwan, Gustavsen, Andersen, Andreas Sommer          | Sommer                              | 3:06   |
| 5.  | "Elias"               | Gustavsen                              | Gustavsen                                            | Gustavsen                           | 3:26   |
| 6.  | "Før vi falder"       | Gustavsen, Lasse Dyrholm               | Gustavsen, Dyrholm                                   | Gustavsen, Dyrholm, Casper Lindstad | 3:28   |
| 7.  | "Uperfekt"            | Gustavsen, Andersen, Linstad           | Gustavsen                                            | Gustavsen                           | 2:59   |
| 8.  | "Endnu en nat"        | Gustavsen, Dyrholm                     | Gustavsen, Dyrholm, Rasmus Stabell, Jeppe Federspiel | Stabell, Federspiel                 | 3:34   |
| 9.  | "Vågn op"             | Lau Højen                              | Gustavsen                                            | Højen, Gustavsen                    | 2:50   |
| 10. | "På vej hjem"         | Dyrholm                                | Dyrholm                                              | Gustavsen, Dyrholm                  | 3:43   |
| 11. | "Barn igen"           | Kent Pedersen, Lasse Kramhøft          | Kramhøft, Pedersen                                   |                                     | 3:35   |
| 12. | "Tag mig tilbage"     | Gustavsen, Oskar Kronback              | Kronback                                             | Oliver Cilwik, Mads Lundegaard      | 3:47   |

## Hitlister
| Hitliste (2016)        | Højeste placering |
| ---------------------- | ----------------- |
| Danmark (Album Top-40) | 3                 |

| Hitliste (2016) | Placering |
| --------------- | --------- |
| Danmark         | 67        |
| Hitliste (2017) | Placering |
| Danmark         | 21        |
| Hitliste (2018) | Placering |
| Danmark         | 65        |

| Land (Organisation) | Certificering |
| ------------------- | ------------- |
| Danmark (IFPI)      | Platin        |